# Skotská kavárna
Skotská kavárna (polsky Kawiarnia Szkocka, ukrajinsky Шотландська кав'ярня) byla kavárna ve Lvově. Sídlila v prvním patře domu na Fredrově náměstí (nyní Třída Tarase Ševčenka 27). 
Budovu inspirovanou britskou architekturou projektoval Zbigniew Brochwicz-Lewiński a byla dokončena roku 1909. V období mezi světovými válkami byla kavárna intelektuálním centrem města. Scházeli se zde studenti i pedagogové nedaleké Lvovské univerzity, spisovatelé z Klubu konstrukcionalistů i filozof Roman Ingarden. Podnik proslavila především Lvovská škola matematiků, k níž patřili Stefan Banach, Stanisław Ulam, Hugo Steinhaus, Karol Borsuk, Stanisław Mazur, Kazimierz Kuratowski a Bronisław Knaster. Diskutovali zde nad příklady, které počítali na mramorových stolcích, později vznikla proslulá Skotská kniha obsahující matematické problémy. Za jejich vyřešení se nabízely žertovné ceny, např. živá husa za otázku podprostorů Banachova prostoru, kterou získal v roce 1972 Per Enflo. Kavárnu také při své cestě do Lvova v roce 1927 navštívil John von Neumann. 
Po vypuknutí druhé světové války se kavárenská společnost rozpadla a Skotská kniha byla přenesena do Vratislavi. Po válce v budově sídlila restaurace a banka, roku 2011 byla opravena a byl v ní zřízen hotel Atlas Deluxe. V roce 2021 byla na zdi odhalena pamětní deska připomínající lvovskou matematickou školu.